# Nik Omladič
Nik Omladič (* 21. August 1989 in Celje, SFR Jugoslawien) ist ein slowenischer Fußballspieler.

## Karriere

### Verein
Nik Omladič begann bei seinem Heimatverein NK Šmartno ob Paki mit dem Fußballspielen und wechselte 2005 mit 16 Jahren in die Jugendabteilung von Rudar Velenje, in der er bis 2008 zum Einsatz kam. Bereits 2006 debütierte er in der slowenischen Zweitklassigkeit und kam daraufhin bis Jahresende 2009 in insgesamt 83 Meisterschaftsspielen zum Einsatz, wobei er sieben Treffer beisteuerte. Im Januar 2010 wechselte er in die Hauptstadt zu Olimpija Ljubljana. Dort etablierte sich der Flügelspieler im Mittelfeld und sammelte internationale Erfahrung in der Qualifikation zur UEFA Europa League. Nach fünf Jahren bei Olimpija Ljubljana ging er in der Winterpause der Saison 2014/15 nach Deutschland zu Eintracht Braunschweig in die 2. Fußball-Bundesliga.
Bei der Eintracht debütierte Omladič am 8. Februar 2015 im Heimspiel gegen den 1. FC Kaiserslautern. Eintracht-Trainer Torsten Lieberknecht wechselte ihn in der 69. Minute für Hendrick Zuck ein und er konnte überzeugen. Auf Anhieb erarbeitete er sich einen Stammplatz und absolvierte alle Spiele der Rückrunde und traf erstmals am 25. Spieltag gegen den SV Sandhausen ins Tor. Da Braunschweig bereits das Achtelfinale des DFB-Pokals erreicht hatte, kam Omladič am 4. März 2015 gegen den FC Bayern München zu seinem ersten Einsatz in diesem Wettbewerb. Nicht überraschend ging das Spiel ging mit 0:2 verloren. In der Folgesaison 2015/16 brachte er es auf 25 Einsätze und ein Tor im Ligabetrieb sowie drei Einsätze im deutschen Vereinspokal der Männer. Nach Siegen gegen den Halleschen FC und dem SSV Reutlingen schied man erneut im Achtelfinale aus; diesmal im hart umkämpften Spiel gegen den VfB Stuttgart. Die für ihn dritte Saison in Braunschweig in der 2. Bundesliga, in der er erneut 25 Spiele bestritt, erreichte man am Ende der Saison den dritten Tabellenplatz der zur Teilnahme an den Relegationsspielen zur Bundesliga berechtigte. Beide Spiele gegen den Bundesligisten VfL Wolfsburg gingen jedoch mit 0:1 verloren und Braunschweig verblieb im Fußball-Unterhaus. Im DFB-Pokal jener Saison schied man bereits in der 1. Hauptrunde gegen die Würzburger Kickers aus.
Zur Saison 2017/18 wechselte Omladic innerhalb derselben Liga zur SpVgg Greuther Fürth und unterschrieb einen Dreijahresvertrag. Bereits im zweiten Ligaspiel für Fürth 2017 schoss er sein erstes Tor beim 1:2-Anschlusstreffer gegen Arminia Bielefeld. Zwei Monate nach seiner Verpflichtung und vier absolvierten Ligapartien fiel er aufgrund einer Plantarfasziitis monatelang aus. Ende Februar 2018 kehrte er wieder ins Training zurück und am 4. August 2018 spielte er im ersten Spiel der Saison 2018/19 von Anfang an.
Zum 7. Spieltag der Drittligasaison 2019/20 verließ der Mittelfeldspieler Omladič die Franken in Richtung Rostock und schloss sich mit einem Zweijahresvertrag ausgestattet Hansa Rostock an. Seinen ersten Pflichtspieleinsatz für die Kogge erhielt er am 6. September 2019 im  Lübzer-Pils-Cups 2019/20 gegen den Doberaner FC und stand nur wenige Tage später am 8. Spieltag im Liga-Spiel gegen Eintracht Braunschweig in der Startelf. Aufgrund einer Schulterverletzung war für Omladič die Saison 2019/20 bereits am 19. Spieltag beendet. Bis dahin lief er insgesamt elf Mal für die Ostseestädter auf und traf hierbei drei Mal zwischen die Pfosten der Gegner. Nach einem Jahr Zwangspause kehrte Nik Omladič schließlich zurück und wurde von Hansa-Trainer Jens Härtel am 5. Spieltag der Drittliga-Saison 2020/21 beim Heimspiel gegen den TSV 1860 München in der 81. Minute eingewechselt. "Der gefühlte Neuzugang" konnte in seiner zweiten Saison in Rostock in 25 Partien (vier Tore) an Hansa Aufstieg in die 2. Bundesliga, der am 22. Mai 2021 gelang, mitwirken. In der nun folgenden Zweitligasaison 2021/22 erreichte er mit der Mannschaft vorzeitig das gesteckte Saisonziel Klassenerhalt, zog ins Achtelfinale das nationalen Vereinspokals ein – verletzungsbedingt fehlte er im Achtelfinale gegen RB Leipzig – und brachte es in jener Spielzeit auf 18 Zweitliga-Einsätze, in denen er ein Tor erzielte. Emotional ergriffen verabschiedete er sich am Ende der Saison vor dem letzten Saisonspiel im Ostseestadion gegen den Hamburger SV vom Rostocker Publikum.
Mitte September 2022 wechselte der Außenbahnspieler Omladič zu NK Rudar Velenje in die Druga Slovenska Nogometna Liga, der zweithöchsten Liga Sloweniens, und somit zurück in sein Heimatland und seiner ehemaligen Wirkungsstätte. Bevor er von dort aus Ende Januar 2023 wieder nach Deutschland zurückkehrte, erzielte er 5 Tore in 11 Spielen. Sein neuer Arbeitgeber wurde nun der Drittligisten Hallescher FC.  Sein Startelfdebüt gab er dort unter Trainer Jens Kiefer im Auswärtsspiel gegen Dynamo Dresden.
Im Sommer 2023 wechselte er zurück nach Slowenien zum FC Koper.

### Nationalmannschaft
Am 30. März 2015 gab Omladič in einem Freundschaftsspiel gegen Katar sein Debüt für die slowenische Fußballnationalmannschaft. Trainer Srečko Katanec wechselte ihn in der 59. Minute für Dejan Lazarevič ein. Während der Qualifikation zur Fußballweltmeisterschaft 2018 kam er zu vier weitere Einsätze und spielte unter anderem 0:0 gegen England. Sein letzter Einsatz für die slowenische Nationalmannschaft datiert auf den 10. Juni 2017 gegen Malta. Sein einziges Spiel über die volle Distanz von 90 Minuten vollbrachte Omladič am 14. November 2016 im Freundschaftsspiel gegen die polnische Fußballnationalmannschaft. Bevor er für die Nationalmannschaft Sloweniens auflief, absolvierte er zusammen 19 Spiele in verschiedenen Junioren-Nationalmannschaften des Landes.

## Persönliches
Sein älterer Bruder Nejc ist ebenfalls Fußballspieler und spielt in Österreich im Amateurbereich.

## Erfolge
Hansa Rostock
- Landespokalsieger Mecklenburg-Vorpommern: 2020
- Aufstieg in die 2. Bundesliga: 2021